# Metazygia genialis
Metazygia genialis là một loài nhện trong họ Araneidae.
Loài này thuộc chi Metazygia. Metazygia genialis được Eugen von Keyserling miêu tả năm 1892.